# The Plot to Blow Up the Eiffel Tower
A The Plot to Blow Up the Eiffel Tower (jelentése: Az Eiffel-torony felrobbantásának terve, rövidítve: The Plot) amerikai post-hardcore/noise rock/punk jazz/post-punk együttes volt.

## Története
2001-ben alakultak a Kalifornia állambeli Loraine-ben. Nevüket Greil Marcus "Lipstick Traces" (szó szerint "Rúzsnyomok") című könyvéből vették. A The Plot zenéjében több műfaj hatása is felfedezhető, kezdve a dzsessztől a punkon át egészen a spoken word műfajáig. A zenekar 2006-ban feloszlott. Brian Hill dobos a The Soft Pack együtteshez csatlakozott, Brandon Walchez énekes és Charles Rowell gitáros pedig új zenekart alapítottak, Crocodiles néven.

## Tagok
- Brandon Walchez - ének, szaxofon
- Willy Graves - basszusgitár (2008-ban elhunyt)[2]
- Charles Rowell - gitár
- Brian Hill - dob
- Cody - basszusgitár (2001)
- Dan Maier - basszusgitár (2001-2003)

## Diszkográfia
- The Plot to Blow Up the Eiffel Tower (kazetta, 2001)
- The Plot to Blow Up the Eiffel Tower / Necktie Party (split lemez, 2001)
- Dissertation, Honey (album, 2003)
- If You Cut Us, We Bleed (EP, 2004)
- INRI (EP, 2005)
- Some Girls / Year Future / 400 Blows / The Plot to Blow Up the Eiffel Tower - South by Southwest Showcase 7" (split lemez, 2005)
- Temper Temper / The Plot to Blow Up the Eiffel Tower / Pitch Black / Call Me Lightning - Revelation Records Presents a Few Ditties From (split lemez, 2005)
- Love in the Fascist Brothel (album, 2005)
- The Royal We Film Company Presents The Plot to Blow Up the Eiffel Tower, The Chinese Stars, Some Girls - Concert Film (2006)